# John Pringle

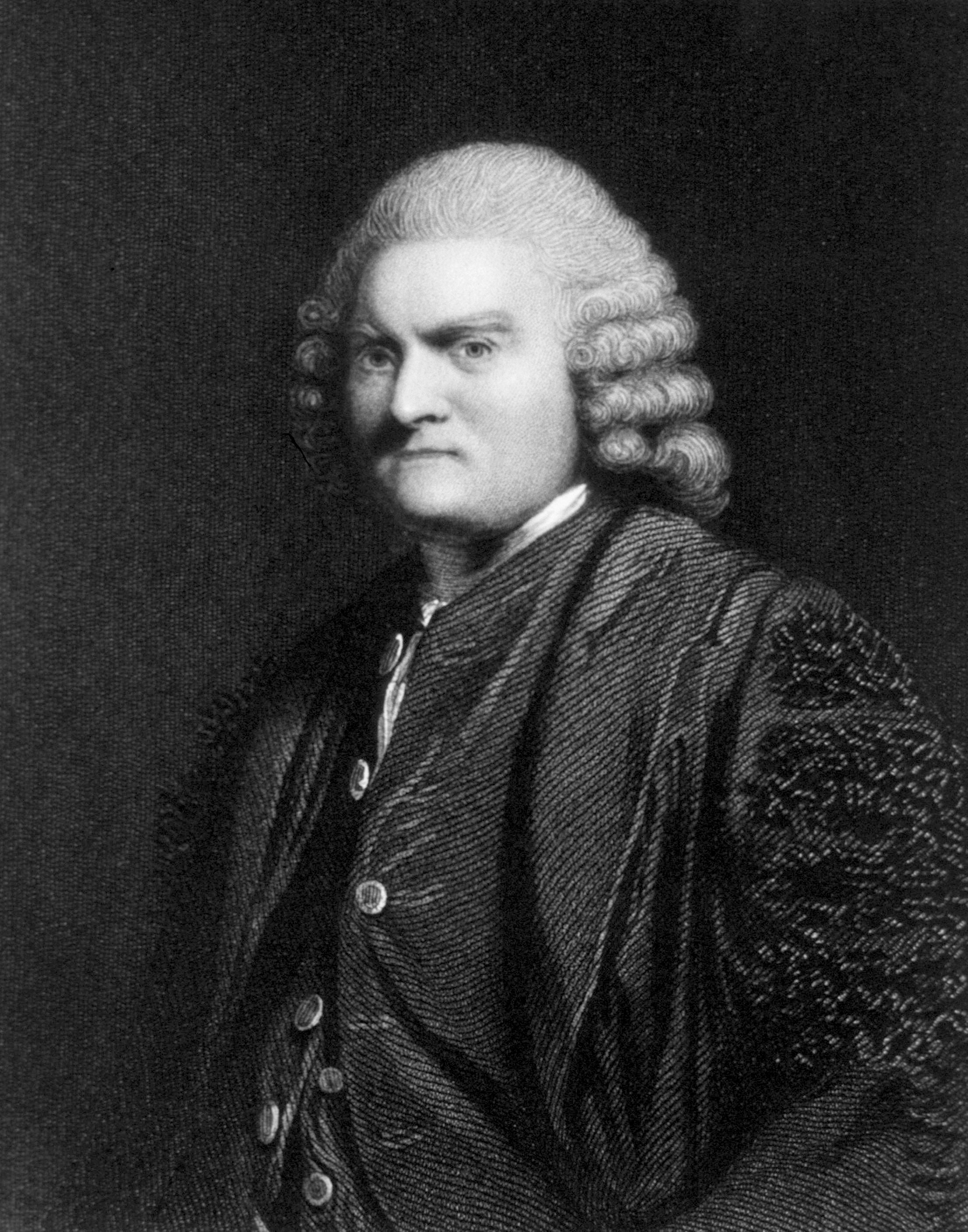
Sir John Pringle

John Pringle (10 april 1707 – 18 januari 1782) was een Schots legerarts en lijfarts van koning George III van het Verenigd Koninkrijk van Groot-Brittannië en Ierland. Hij wordt "vader van de militaire medicijnkunst" genoemd, maar ook Ambroise Paré en Jonathan Letterman hebben die bijnaam. 

## Familie
John Pringle was de jongste zoon van Sir John Pringle, 2nd Baronet van Stichill te Roxburghshire (1662–1721) en zijn echtgenote Magdalen (overleden in december 1739), dochter van Sir Gilbert Elliot van Stobs.
Op 1 april 1752 trouwde hij met Charlotte, de tweede dochter van dokter William Oliver (1695–1764) van Bath, Somerset, de bedenker van de Bath Oliver beschuiten. Zijn echtgenote stierf een jaar later kinderloos.

## Studies
Hij studeerde aan de Universiteit van St Andrews, Edinburgh University en Universiteit Leiden, waar hij in 1730 afstudeerde als dokter. Hij was er goed bevriend met Gerard van Swieten en Albrecht von Haller en kreeg er les van Herman Boerhaave en Bernhard Siegfried Albinus.

## Arts
Hij vestigde zich als arts in Edinburgh en tussen 1733 en 1744 was hij tevens professor moraaltheologie aan Edinburgh University.

## Legerarts
In 1742 werd hij de arts van John graaf Dalrymple, toentertijd bevelhebber van het Brits leger in Vlaanderen. Bij de Slag bij Dettingen in het keurvorstendom Beieren in juni 1743 lag het Brits leger te Aschaffenburg en bereikte Pringle via Dalrymple een akkoord met de Franse bevelhebber Duc de Noailles, dat geen van beide partijen militaire hospitalen zou aanvallen. De ziekenhuizen zouden beschouwd worden als neutraal terrein en werden door beide kampen in bescherming genomen. De organisatie het Rode Kruis, zoals vastgelegd in de Geneefse Conventies, kwam tot ontwikkeling op basis van deze afspraken. In 1744 benoemde prins Willem van Cumberland hem tot hoofdgeneesheer van de krijgsmacht in de Lage landen. In 1749 vestigde hij zich in de straat Pall Mall in Londen, als arts van Van Cumberland. 

## Lijfarts koning
Op 5 juni 1766 werd John Pringle lijfarts van koning George III van het Verenigd Koninkrijk van Groot-Brittannië en Ierland.

## Nalatenschap
Er is een monument in Westminster Abbey ter nagedachtenis aan Pringle. Toen hij overleed, stierf met hem ook zijn baronettentitel uit.
The Royal College of Physicians in Edinburgh kreeg na zijn dood zijn medisch archief in beheer, op voorwaarde dat de papieren nooit in druk zouden worden uitgegeven, er nooit uit geciteerd zou worden en nimmer het collegegebouw zouden verlaten. De collectie bestaat uit tien volumes en wordt beschouwd als een van de meest waardevolle verzamelingen van historische informatie over de medische praktijken in achttiende-eeuws Europa. Het onderwijsinstituut heeft die voorwaarden altijd geëerbiedigd. 
Het gevolg was dat bijna niemand de collectie kon inzien. Begin 21ste eeuw verzamelde een medewerker van het instituut geld om via de rechtbank af te dwingen dat de verzameling geopenbaard werd. Op 24 september 2004 werd de kwestie door de rechtbank gehoord, waarop gevonnist werd dat de collectie ter inzage kon worden gelegd aan eenieder die het wilde inzien. 

## Wetenswaardigheden
- Pringle reisde dikwijls met Benjamin Franklin.
- Pringle was bevriend met de Schotse filosoof James Burnett, Lord Monboddo. Pringle geloofde in evolutie en Monboddo schreef hem op 16 juni 1776, "dat hij niet geloofde, dat mensen geboren werden met staarten".

## Publicaties
- Observations on the Nature and Cure of Hospital and Jayl Fevers, 1750
- Experiments on Septic and Antiseptic  Substances, 1750, leverde een Copley Medal op
- Observations on the Diseases of the Army in Camp and Garrison, 1752